# Frederik Dombrowski
Pour les articles homonymes, voir Dombrowski.
Frederik Dombrowski (né le 8 janvier 1992 à Bad Honnef) est un coureur cycliste allemand.

## Palmarès et résultats

### Palmarès par année
- 2015
  -  Champion d'Allemagne de la montagne[1],[2]
  - 2e du championnat d'Allemagne du contre-la-montre par équipes
- 2019
  - 3e étape du Tour de la Guadeloupe
  - 3e du Tour de la Guadeloupe

### Classements mondiaux
| Année            | 2014 | 2015 | 2016   |
| ---------------- | ---- | ---- | ------ |
| UCI America Tour | 241e |      |        |
| UCI Europe Tour  |      |      | 1 673e |